# Dacan Iwołgiński

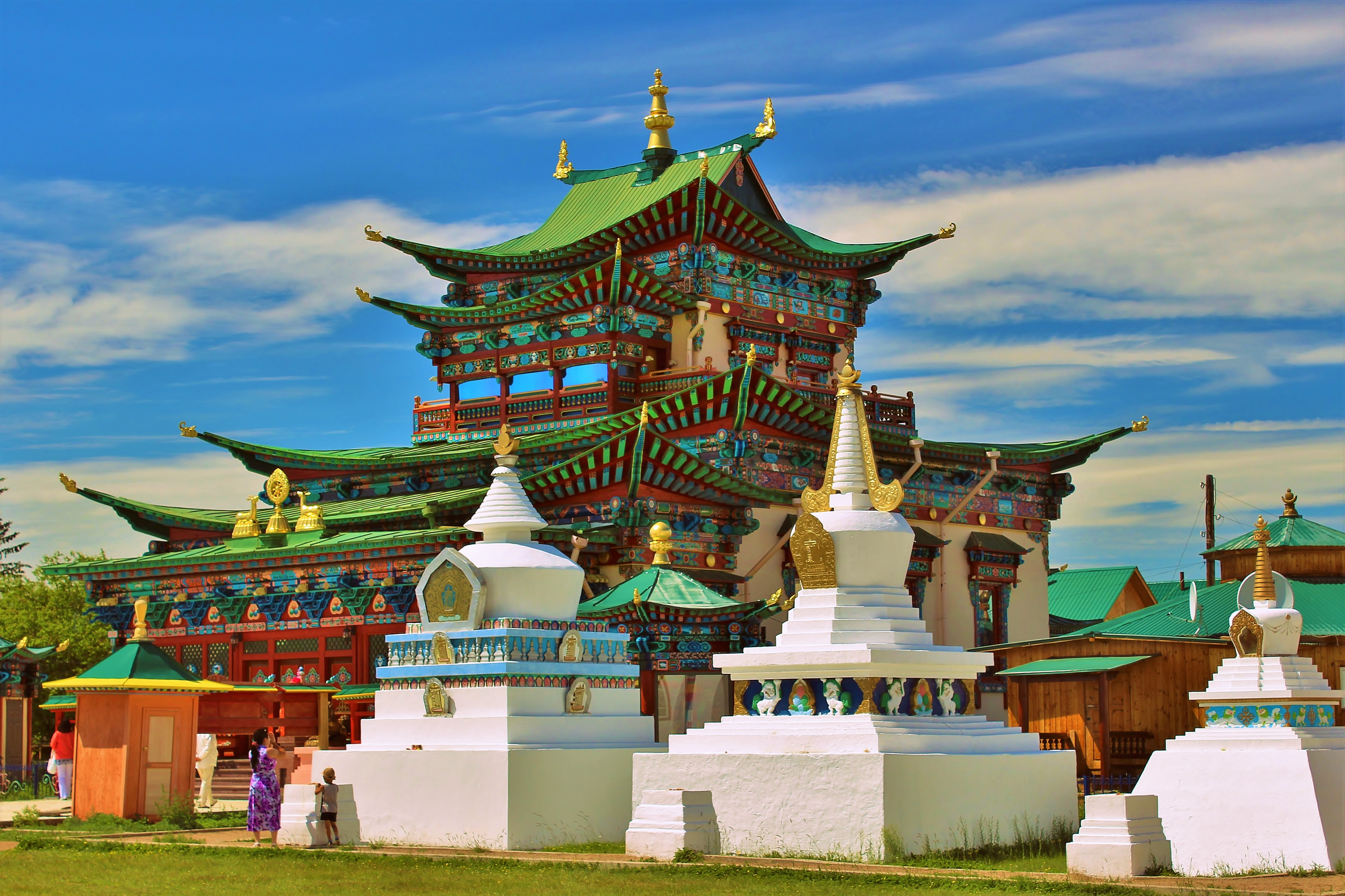
Dacan Iwołgiński

Iwołgiński Dacan (ros. Иволгинский дацан, buriacki Тугэс Баясгалантай Улзы номой Хурдын Хиид, czyli Koło Poznania Przynoszące Szczęście i Pełną Radość) – świątynia i klasztor buddyjski znajdujący się w Iwołdze Górnej w azjatyckiej części Rosji będący centrum buddyzmu w tym kraju. Położony jest on 23 km od Ułan Ude. Siedzibę ma tu zwierzchnik lamaizmu rosyjskiego Chambo-lama.
Zgodę na budowę świątyni wydał w 1945 r. Józef Stalin. Była to nagroda za zasługi Buriatów w walce z nazistami. W 1972 r. dacan rozbudowano. Następnie powstał tu kompleks świątyń.
Odbywają się tu uroczystości z okazji ważniejszych świąt, codzienne modlitwy czczące bóstwa nazywane obrońcami religii oraz rytuały chroniące i pomagające przybywającym tu wiernym.
Klasztor składa się z czterech świątyń, największej w Rosji buddyjskiej biblioteki, muzeum sztuki buddyjskiej, hotelu i domów lamów. Znajduje się tu również buddyjski instytut Daszi Czainhorlin (zał. w 1991 r.), w którym kształci się ok. 200 osób.
Klasztor jest uznany przez władze Rosji za zabytek i unikatowy kompleks architektoniczny.

## Świątynie klasztoru Iwołgińskiego

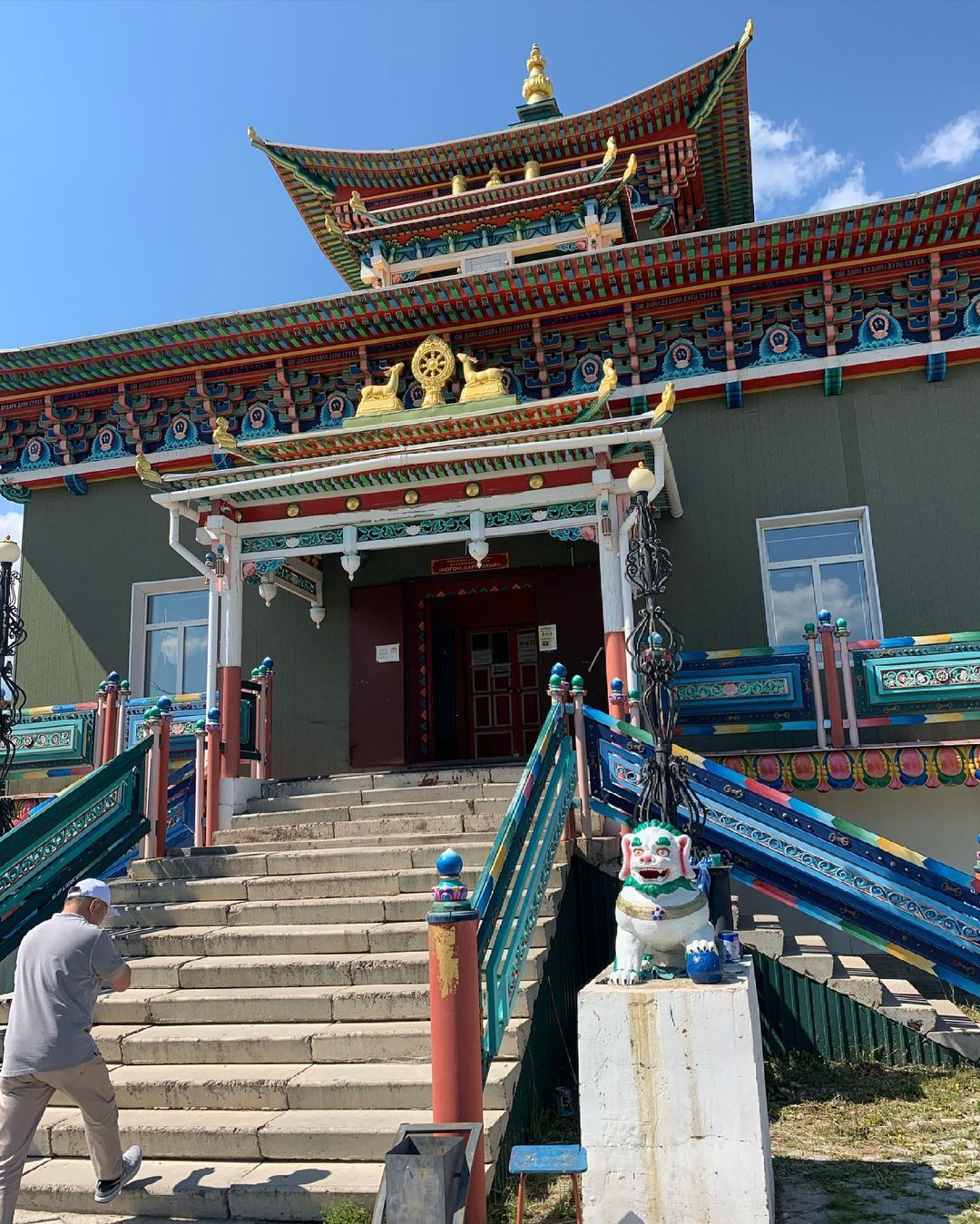
Jeden z duganów Iwołgińskiego Dacanu. lipiec 2021

Sogszin-dugan – dwupiętrowy, murowany budynek, w którym znajduje się rzeźba Buddy Siakjamuniego. Pod figurą jest umieszczone zdjęcie Dalajlamy XIV i jego tron, na którym nie wolno nikomu usiąść.
Maidrin-sume – znajdują się w niej rzeźby przedstawiające wyobrażenia Buddy Maitrei z dwoma bodhisattwami.
Dewazindugan – mieści się w niej kompozycja przedstawiająca Zachodni Raj Buddy Amitabhy.
Sahiousaan-dugan – niski budynek, w którym m.in. święci się pokarmy, które są składane pod drzewami jako ofiary dla duchów.
Świątynie otoczone są dużymi i małymi barabanami, czyli tzw. młynkami modlitewnymi. Każdy wierny przybywający do klasztoru powinien poruszyć wszystkie młynki. Pokręcanie ich niesie do nieba modlitwy, które są na nich zapisane. Znajdują się tam też stupy, które stanowią symbol grobowców Buddy. Na drzewach umieszczone są hiimoriny (chorągiewki z wizerunkiem konia). Znajduje się tam także Święte Drzewo Badhi oraz olbrzymia stopa będąca pozostałością po figurze Buddy Maitrei.
W świątyni obowiązuje zakaz fotografowania. Po wejściu do niej należy zdjąć nakrycie głowy.